# Goodall Cup

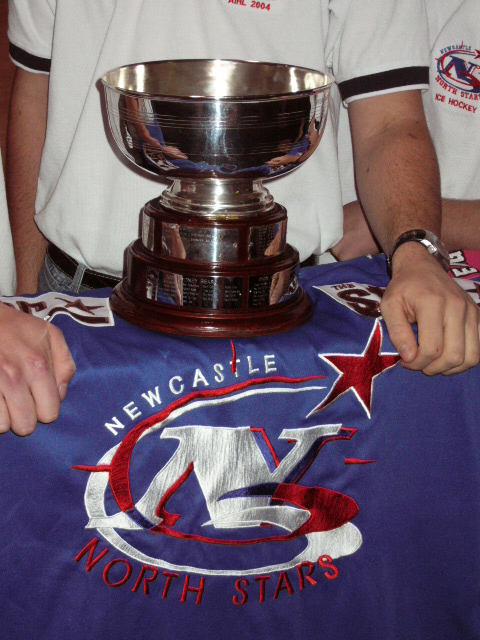
Goodall Cup

Goodall Cup  je trofej pro vítěze australské ligy ledního hokeje. Hraje se  o něj již od roku 1909 a je tak pátou nejstarší  hokejovou trofejí na světě (po Stanley Cupu 1892, Queen's Cupu pro vítěze Ontario University Championship 1903, Boyle Cupu původně pro vítěze Newfoundlandského poháru a později středoškolského Newfoundlandského poháru 1904 a Allan Cupu pro vítěze Kanadského seniorského amatérského mistrovství, 1908). Původně byl určen pro vítěze utkání mezi reprezentacemi australských spolkových zemí.

## Historie
Historie Goodall Cupu sahá do doby samotného začátku ledního hokeje v Austrálii. V roce 1908 bylo  otevřeno první kluziště na kontinentu v Sydney a o rok později další v Melbourne. V Melbourne také vznikly první  kluby ledního hokeje a v  roce 1909 myšlenka na utkání mezi  výběry státu Victoria (reprezentován hráči z Melbourne) a Nového Jižního Walesu (hokejisté ze Sydney). Trofej věnoval kapitán Victorie John Goodall a nese  tak jeho jméno. 
O pohár se bojovalo každoročně s výjimkou let 1914-1920 (1. světová válka), 1940-1946 (2. světová válka), 1955-1960 (uzavřen stadión v Sydney) a 1993. S rozvojem ledního hokeje v Austrálii se později přidaly výběry dalších států - Queenslandu (poprvé zvítězil v roce 1977), Jižní Austrálie (první triumf 1986) a teritoria hlavního města Canberra (první vítězství 1998). V roce 2000 byl založena australská liga ledního hokeje a počínaje rokem 2001 je  Goodall Cup udělován jejímu vítězi. Výjimkou byl ročník 2009, kdy se při příležitosti stého výročí založení  poháru konal v Adelaide turnaj mezi spolkovými státy a vítězem se stal domácí výběr Jižní Austrálie. 

## Seznam vítězů Goodall  Cupu
| - 1909 Victoria - 1910 Victoria - 1911 Nový Jižní Wales - 1912 Nový Jižní Wales - 1913 Victoria - 1914 nehrálo se - 1915 nehrálo se - 1916 nehrálo se - 1917 nehrálo se - 1918 nehrálo se - 1919 nehrálo se - 1920 nehrálo se - 1921 Nový Jižní Wales - 1922 Victoria - 1923 Nový Jižní Wales - 1924 Nový Jižní Wales - 1925 Nový Jižní Wales - 1926 Nový Jižní Wales - 1927 Nový Jižní Wales - 1928 Nový Jižní Wales - 1929 Nový Jižní Wales - 1930 Nový Jižní Wales - 1931 Nový Jižní Wales - 1932 Nový Jižní Wales - 1933 Nový Jižní Wales - 1934 Nový Jižní Wales - 1935 Nový Jižní Wales - 1936 Nový Jižní Wales - 1937 Nový Jižní Wales - 1938 Nový Jižní Wales - 1939 Nový Jižní Wales - 1940 nehrálo se - 1941 nehrálo se | - 1942 nehrálo se - 1943 nehrálo se - 1944 nehrálo se - 1945 nehrálo se - 1946 nehrálo se - 1947 Victoria - 1948 Nový Jižní Wales - 1949 Victoria - 1950 Nový Jižní Wales - 1951 Victoria - 1952 Victoria - 1953 Victoria - 1954 Victoria - 1955 nehrálo se - 1956 nehrálo se - 1957 nehrálo se - 1958 nehrálo se - 1959 nehrálo se - 1960 nehrálo se - 1961 Victoria - 1962 Victoria - 1963 Nový Jižní Wales - 1964 Nový Jižní Wales - 1965 Victoria - 1966 Victoria - 1967 Victoria - 1968 Victoria - 1969 Nový Jižní Wales - 1970 Nový Jižní Wales - 1971 Nový Jižní Wales - 1972 Victoria - 1973 Victoria - 1974 Victoria | - 1975 Victoria - 1976 Victoria - 1977 Queensland - 1978 Victoria - 1979 Victoria - 1980 Nový Jižní Wales - 1981 Nový Jižní Wales - 1982 Victoria - 1983 Nový Jižní Wales - 1984 Nový Jižní Wales - 1985 Nový Jižní Wales - 1986 Jižní Austrálie - 1987 Jižní Austrálie - 1988 Nový Jižní Wales - 1989 Nový Jižní Wales - 1990 Jižní Austrálie - 1991 Jižní Austrálie - 1992 Nový Jižní Wales - 1993 nehrálo se - 1994 Nový Jižní Wales - 1995 Jižní Austrálie - 1996 Nový Jižní Wales - 1997 Jižní Austrálie - 1998 Teritorium hlavního města - 1999 Nový Jižní Wales - 2000 Nový Jižní Wales - 2001 Sydney Bears - 2002 Sydney Bears - 2003 Newcastle North Stars - 2004 West Sydney Ice Dogs - 2005 Newcastle North Stars - 2006 Newcastle North Stars - 2007 Penrith Bears | - 2008 Newcastle North Stars - 2009 Jižní Austrálie - 2009 Adelaide Adrenaline - 2010 Melbourne Ice - 2011 Melbourne Ice - 2012 Melbourne Ice - 2013 Sydney Ice Dogs - 2014 Melbourne Mustangs - 2015 Newcastle North Stars - 2016 Newcastle North Stars - 2017 Melbourne Ice - 2018 CBR Brave - 2019 Sydney Bears - 2020 nehrálo se |